# Wólka Czarnostocka
Wólka Czarnostocka – wieś w Polsce położona w województwie lubelskim, w powiecie zamojskim, w gminie Radecznica.
W latach 1975–1998 miejscowość administracyjnie należała do województwa zamojskiego.
Wieś jest sołectwem w gminie Radecznica. Według Narodowego Spisu Powszechnego z roku 2011 wieś liczyła 140 mieszkańców. 
Wierni Kościoła rzymskokatolickiego należą do parafii św. Jana Chrzciciela w Trzęsinach.